# Brudnica mniszka
Brudnica mniszka, rząpica mniszka  (Lymantria monacha) – gatunek motyla z rodziny mrocznicowatych i podrodziny brudnicowatych.

## Morfologia
Wyraźny dymorfizm płciowy:
- samiec - rozpiętość skrzydeł do 3,5 cm, czułki ma podwójnie grzebykowate, odwłok zakończony pędzelkowato, w pozycji siedzącej samiec przypomina trójkąt równoboczny.
- samica - rozpiętość skrzydeł do 4,5 cm, czułki piłkowane, odwłok z prążkami o różowawym odcieniu, w pozycji siedzącej przypomina zarys trójkąta równoramiennego.

♀
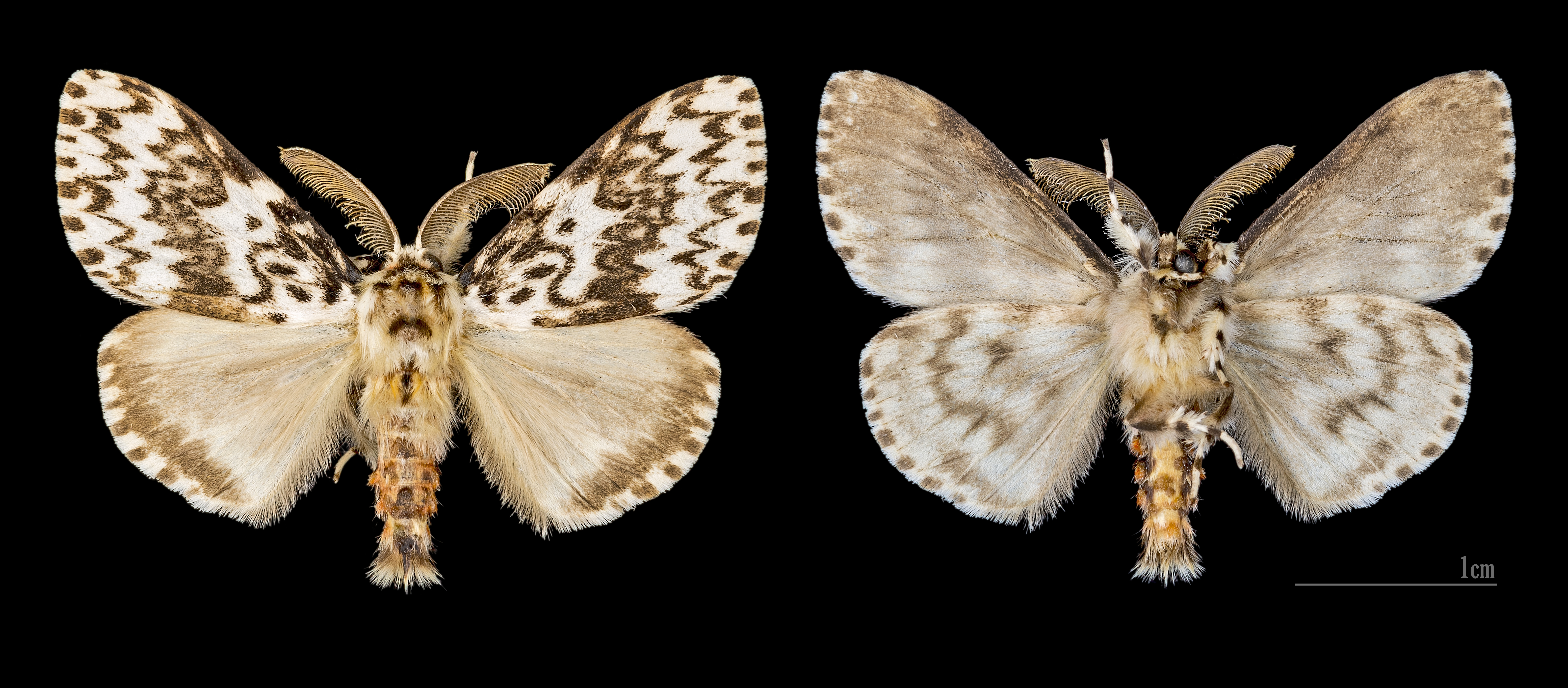
♂

Wyróżnia się trzy formy różniące się ubarwieniem:
- alba (skrzydła koloru białego),
- eremita (szara),
- atra (czarna).

Na pierwszej parze skrzydeł widoczne są poprzeczne przepaski.
Jajo o średnicy 1 mm, barwy ciemnoróżowej, po około 3 tygodniach stają się szarobrunatne z jasnymi plamkami.
Owłosiona larwa, o dużej zmienności ubarwienia może osiągnąć 4 cm długości. Przez grzbiet larwy przebiega ciemna pręga, na 7,8 segmencie znajduje się jasna plama (siodełko).
Poczwarka typu zamkniętego o długości 15–20 mm, początkowo barwy zielonkawej później ciemnobrązowej do czarnej, jest pokryta kępkami białawych włosków.

## Rozród
Rójka od połowy lipca do września. Samica składa jaja na pniach po kilkadziesiąt sztuk (w złożu około 2000 łącznie). Jedna samica składa od 80 szt. (osobnik odżywiający się igłami jodły) do 260 szt. (osobnik odżywiający się igłami modrzewia). Mała larwa nie opuszcza osłonki jajowej i zimuje w niej. Wylęg następuje wiosną w końcu kwietnia. W okresie 2-7 dni larwy tworzą tzw. lusterka (skupienia larw), następnie wędrują w korony drzew gdzie zjadają pączki i korę młodych pędów. Larwy przechodzą od 4 do 5 wylinek. Przepoczwarczenie następuje w koronach drzew.
U brudnicy mniszki zerowy próg rozwojowy (minimalna temperatura, przy której dostrzegalny jest rozwój) dla pierwszego stadium larwalnego wynosi 3,2 о C, dla drugiego stadium 5,7 о C, dla trzeciego stadium larwalnego 7,о C, dla czwartego 7,6 о C, dla piątego 7,8 о C, natomiast dla poczwarki 8,4 о C (w czerwcu).

## Znaczenie gospodarcze

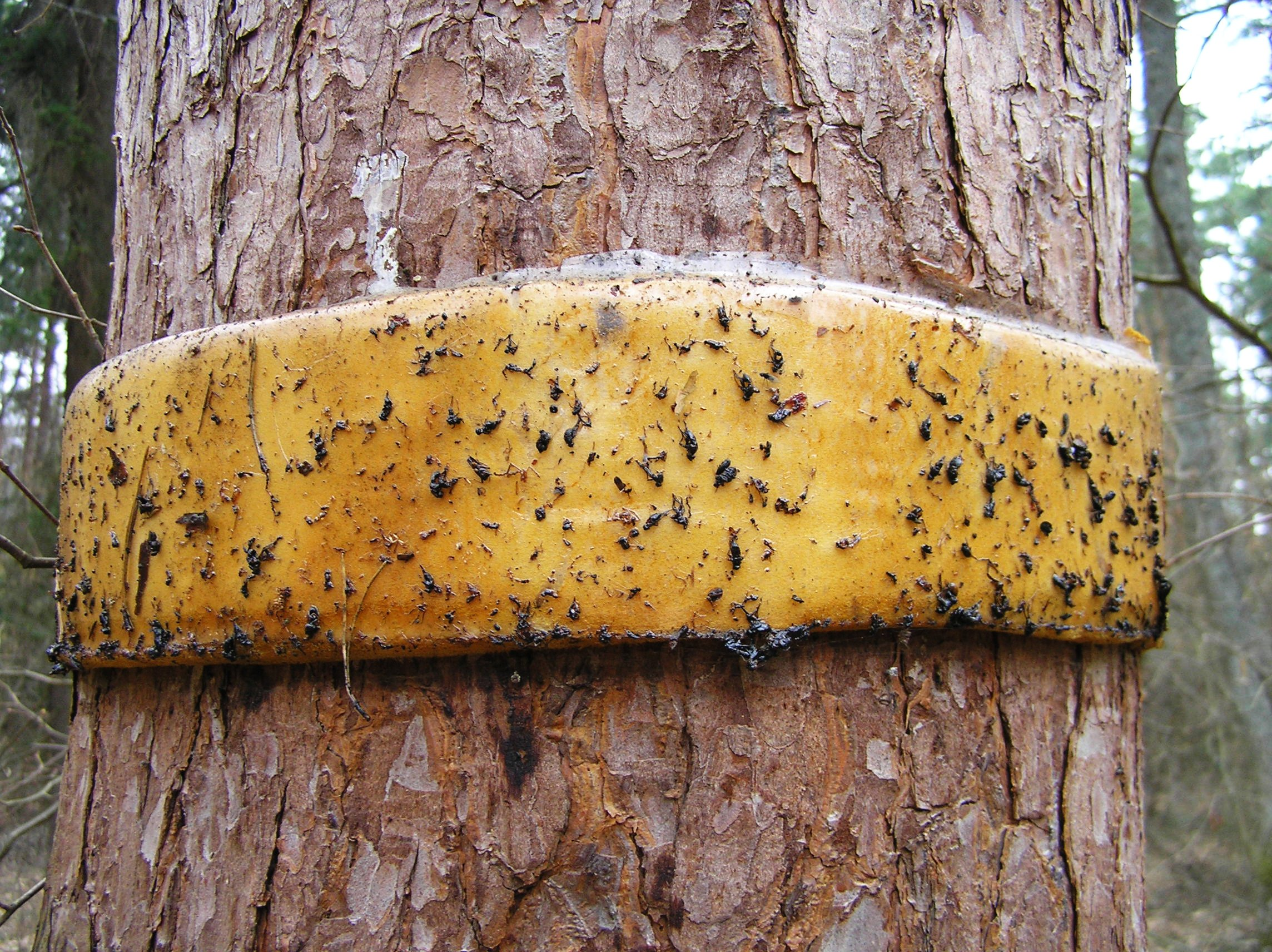
Pierścień lepowy służący do wyłapywania wędrujących w stronę korony larw brudnicy

Brudnica jest typowym polifagiem, omija jednak klon, jesion, gruszę, robinię i topole, preferuje gatunki iglaste, głównie sosnę. Może występować gradacyjnie, głównie w drzewostanach powyżej 50. roku życia. Gradacje występują co 10-11 lat i obejmują bardzo duże obszary, gołożery w przypadku świerka kończą się zamieraniem, sosny mają szansę przeżycia.
W połowie XIX w., w czasie gradacji (masowego pojawu) brudnicy mniszki na terenie obecnych Warmii i Mazur silne wichury uniosły miliony gąsienic i przeniosły nad Bałtyk, gdzie zginęły one, topiąc się w morzu. Szczątki potopionych gąsienic wyrzucone na brzeg utworzyły wał o długości kilkudziesięciu kilometrów i wysokości przekraczającej miejscami 0,5 m.
Aby zmniejszyć zagrożenie ze strony brudnicy, leśnicy monitorują liczebność „lusterek”, larw jak i motyli.